# Експоцентр

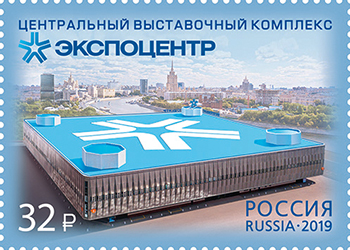
Павільйон і оварний знак виставкового комплексу «Експоцентр» на поштовій марці Росії 2019 року (ЦФА [АТ «Марка»] № 2554).

Центральний виставковий комплекс «Експоцентр» (ЦВК «Експоцентр») — майданчик для проведення виставок у Москві. Входить до складу Московського міжнародного ділового центру «Москва-Сіті». Розташовується на Краснопресненській набережній, 14. Керується компанією «Експоцентр».

## Історія
ЦВК «Експоцентр» є наступником «Управління міжнародних та іноземних виставок у СРСР».
З 1959 року «Експоцентр» проводив виставки у парку «Сокільники». У парку проходили виставки промислової продукції США, Болгарії, Угорщини, Польщі, Румунії, Чехословаччини та інших країн.
З метою розширення виставки її місцезнаходження у 1970-ті роки було перенесено до району Червоної Пресні. У ці роки тут були збудовані нові павільйони: у 1970-1980-і роки — павільйони № 1, 2, 3, павільйон «Форум», а у 2000-х роках — павільйон № 7. Згодом було побудовано павільйон № 8.
У 1989 році до «Експоцентру» з Торгово-промислової палати СРСР було переведено співробітників «Управління радянських виставок за кордоном», які продовжували організовувати та проводити радянські, а згодом — російські виставки за кордоном.
Центральний виставковий комплекс мав своє зібрання творів живопису та графіки. У 2013 році колекцію було передано в дар Московському державному університету.
«Експоцентр» — учасник Всесвітньої асоціації виставкової індустрії (UFI, 1975).

## Сучасність
Загальна площа виставкового комплексу складає близько 250 тис. м², виставкова площа — 165 тис. м², що включає 9 виставкових павільйонів та 32 зали для проведення конгресів та конференцій. Тематика виставок охоплює промисловість, науку тощо. Відбуваються й незвичні виставки.
Виставковий комплекс має три входи: північний, південний та західний. Поруч із виставковим комплексом знаходяться станції метро «Виставкова» та «Діловий центр».

## Фотогалерея
- Павільйон «Форум» Експоцентру
- Павільйон № 8 Експоцентру
- Павільйон № 2, 3, 7 Експоцентру
- Павільйон № 1 Експоцентру